# Peter Babka
Peter Babka (23 de mayo de 1994) es un deportista francopolinesio que compite en taekwondo. Ganó una medalla de bronce en el Campeonato de Oceanía de Taekwondo de 2018 en la categoría de –80 kg.

## Palmarés internacional
| Campeonato de Oceanía | Campeonato de Oceanía | Campeonato de Oceanía | Campeonato de Oceanía |
| Año                   | Lugar                 | Medalla               | Categoría             |
| --------------------- | --------------------- | --------------------- | --------------------- |
| 2018                  | Mahina (Francia)      | Medalla de bronce     | –80 kg                |